# Jagdstaffel 45
La Jagdstaffel 45 (in tedesco: Königlich Preußische Jagdstaffel Nr 45, abbreviato in Jasta 45) era una squadriglia (staffel) da caccia della componente aerea del Deutsches Heer, l'esercito dell'Impero tedesco, durante la prima guerra mondiale (1914-1918).

## Storia
La Jagdstaffel 45 venne fondata l'11 dicembre 1917 presso il Flieger-Abteilung (dipartimento di aviazione) 1 di Altenburg. Venne assegnata alla 5ª Armata a partire dal 25 dicembre del 1917. La squadriglia prese parte alla prima propria operazione di guerra il 9 gennaio 1918 e ottenne la prima vittoria aerea 11 giorni dopo.
Il 25 marzo 1917 l'unità fu trasferita sotto il comando della 7ª Armata dove rimase fino alla fine della guerra. Nel luglio del 1918 venne incorporata nel Jagdgruppe 5. Al 30 ottobre 1918, data dell'ultima missione, la Jasta 45 fu la squadriglia che ottenne il numero più alto di vittorie aeree del 1918.
Il Leutnant Lothar Zencominierski fu l'ultimo Staffelführer (comandante) della Jagdstaffel 45 dall'ottobre 1918 fino alla fine della guerra. La squadriglia fu dismessa definitivamente il 26 novembre 1918 nel luogo dove fu fondata.
Alla fine della prima guerra mondiale alla Jagdstaffel 45 vennero accreditate 113 vittorie aeree, di cui 28 per l'abbattimento di palloni da osservazione. Di contro, la squadriglia perse 4 piloti, 2 piloti furono feriti in incidente di volo e 4 furono feriti in azione.

## Lista dei comandanti della Jagdstaffel 45
Di seguito vengono riportati i nomi dei piloti che si succedettero al comando della Jagdstaffel 45.
| Grado    | Nome                  | Periodo                         |
| -------- | --------------------- | ------------------------------- |
| Leutnant | Hans Rolfes           | 11 dicembre 1917 - ottobre 1918 |
| Leutnant | Lothar Zencominierski | ottobre 1918 - 11 novembre 1918 |

## Lista delle basi utilizzate dalla Jagdstaffel 45
- Marville, Francia: 25 dicembre 1917
- Cohartville: 25 marzo 1918
- Vivaise, Francia
- Sissonne, Francia
- Mont-Saint-Martin, Francia
- Rocourt-Saint-Martin, Francia
- Arcy
- Mont-Notre-Dame, Francia
- Maizy, Francia
- Plomion, Francia
- Boulers